# Liubov Odinókova
Liubov Odinókova   (Otradny, 24 de juliol de 1955) és una ex-jugadora d'handbol russa que va competir sota bandera soviètica durant les dècades de 1970 i 1980.
El 1976 va prendre part en els Jocs Olímpics de Mont-real, on guanyà la medalla d'or en la competició d'handbol. Quatre anys més tard, als Jocs de Moscou, revalidà la medalla d'or en la competició d'handbol.
En el seu palmarès també destaquen una medalla d'or al Campionat del món d'handbol de 1982 i una de bronze al de 1978. A nivells de clubs jugà al Burevestnik (fins a 1976), Rostov-Don (1976-1978) i Spartak de Kíev (des de 1978). Guanyà les lligues soviètiques de 1978 a 1981, 1983 i 1985 i la Copa d'Europa de 1981, 1983 i 1985.